# والتر ستراتون أندرسون
والتر ستراتون أندرسون (بالإنجليزية: Walter Stratton Anderson)‏ هو ضابط أمريكي، ولد في 4 أكتوبر 1881 في كارلينفيل في الولايات المتحدة، وتوفي في 24 أكتوبر 1981.